# 維日尼貝雷濟夫
48°24′25″N 24°46′51″E / 48.40694°N 24.78083°E
維日尼貝雷濟夫（羅馬化：Vyzhnii Bereziv）是烏克蘭西部伊萬諾-弗蘭科夫斯克州科西夫區亞布魯尼夫市鎮的村落，始建於1658年，面積19.27平方公里，2001年人口1,626。